# Просерпина
Просерпина је староримска богиња чија су иконографија, функције и митови практично идентични онима о грчкој Персефони. Просерпина је заменила или је била комбинована са староримском богињом плодности Либером, чији је главни култ био смештен у авентинском храму богиње жита Церере, заједно са богом вина Либером.
Свако од ова три божанства заузимало је своју ћелу у храму. Њихове култове је служило или надгледало мушко јавно свештенство. Церера је била далеко старија од ово троје, једна од Dii Consentes, што је римски приближни еквивалент грчкој Дванаесторици олимпских богова. Она је идентификована са грчком Деметром, а Либера је идентификована са Дионисом.  Просерпинино име је латинизација од "Персефоне", можда под утицајем латинског proserpere ("изронити, испузати"), с обзиром на узгој жита. Њена иконографија је „у потпуности заснована” на иконографији њеног грчког оригинала, Персефоне.
Просерпина је увезена из јужне Италије као део званичне верске стратегије, пред крај Другог пунског рата, када се сматрало да су антагонизам између ниже и више римске друштвене класе, неуспех усева и повремене глади знаци божанског гнева. Нови култ је успостављен око 205. п. н. е. у Церерином храму Авентина. Грчке свештенице су регрутоване да служе Церери и Просерпини као „Мајка и Девица“. Ова иновација би могла представљати покушај римске владајуће класе да угоди боговима и плебсу; потоњи је делио јаке културне везе са италијанском Великом Грчком. Реформисани култ био је заснован на грчкој Тесмофорији само за жене и промовисан је као морално пожељан за угледне Римљанке. Готово сигурно га је надгледао римски фламен Цереалис, мушко свештенство обично резервисано за плебејце. 
Римски култ "Мајке и Девице" назвао је Просерпину краљицом подземља, супругом римског краља подземља, Dīs Pater-ом, и ћерком Церере. Функције култа, оквир митова и улога укључивали су пољопривредни циклус, сезонску смрт и поновно рођење, послушност кћери и мајчинску бригу. Они су укључивали тајне иницијације и ноћне процесије са бакљама, и култне предмете сакривене од неиницијираних. Просерпинина насилна отмица од стране бога подземног света, потрага њене мајке за њом и њено евентуално, али привремено довођење у свет изнад, предмет су дела римске и касније уметности и књижевности. Конкретно, њено хватање од стране бога подземног света – које се обично описује као силовање Просерпине или Персефоне – понудило је драматичну тему за ренесансне и касније вајаре и сликаре.

## Култ и митови

### Либера и Просерпина
Либера је званично идентификована као Просерпина од 205. године пре нове ере, када су она и Церера стекле романизовани облик грчког мистеријског обреда, ritus graecus Cereris. Ово је био део римског верског регрутовања божанстава да служе као божански савезници против Картагине, пред крај Другог пунског рата. У касној републиканској ери, Цицерон је описао Либера и Либеру као Церерину децу. Отприлике у исто време, вероватно у контексту популарне или религиозне драме, Хигин је изједначио Либеру са грчком Аријадном, као невесту Либеровог грчког еквивалента, Диониса.  Старији и новији облици њених имена, култа и обреда, и њихова различита повезивања, одржали су се све до касног царског доба. Свети Августин (354–430 н.е.) је написао да је Либера била богиња женске плодности, као што је Либер био бог мушке плодности. 

### Просерпина
Просерпина је званично представљена Риму као Церерина ћерка у новом романизованом култу „Мајка и ћерка“. Порекло култа лежало је у јужној Италији, која је била политички повезана са Римом, али је културно била део Велике Грчке. Култ је био заснован на грчкој Тесмофорији само за жене, која је била делом јавни, а делом мистериозни култ за Деметру и Персефону као „Мајка и Девица“. У Рим је стигла заједно са својим грчким свештеницама, које су добиле римско држављанство како би могле да се моле боговима „са страним и спољашњим знањем, али са домаћом и грађанском намером“. 
Од искључиво женских иницијаткиња и свештеница нових мистерија Церере и Просерпине у „грчком стилу “ се очекивало да подржавају традиционалну друштвену хијерархију Рима и традиционални морал којим доминирају патрицији. Од неудатих девојака се очекивало да се угледају на чедност Просерпине, девојке; од удатих жена се очекивало да настоје да се угледају на Цересу, одану и плодну Мајку. Њихови обреди имали су за циљ да обезбеде добру жетву и повећају плодност.  Свако од божанстава Авентинске тријаде наставило је да прима култ за себе. Појединачни култ Просерпине и њен заједнички култ са Церером постали су распрострањени широм Републике и Царства. Храм Просерпине налазио се у предграђу Мелите, у модерној Мтарфи, на Малти. Рушевине храма су откопане између 17. и 18. века; сачувано је само неколико фрагмената. 

### Митови
Најпознатији мит који окружује Просерпину је о њеној отмици од стране бога подземног света, махнитој потрази њене мајке Церере за њом и њеном коначном, али привременом враћању свету изнад. У латинској литератури познато је неколико верзија, све сличне митовима о отмици грчке Персефоне од стране краља подземног света, која се у латинским изворима различито назива Дис или Плутон, а у грчким изворима Хад или Плутон. „Хад“ може значити и скривени Подземни свет и његовог краља („скривени“), који је у раним грчким верзијама мита мрачна, несимпатична фигура; Персефона је „Kore“ („дева“), узета против њене воље;  у грчким Елеусинским мистеријама, њен отмичар је познат као Хад; они чине божански пар који заједно владају подземним светом и примају Елеусинске иницијате у неки облик бољег загробног живота. Преименован у Плутон, краљ подземног света је дистанциран од своје насилне отмице своје супруге.  Вергилије је 27. п. н. е. представио своју верзију мита, у својим Georgics. У раном 1. веку нове ере, Овидије даје две поетске верзије: једну у Књ. 5 његових Метаморфоза и још једну у Књ. 4 његових Фасти.  Почетком 5. века н.е. латинска верзија истог мита је Клаудијев De raptu Proserpinae; у већини случајева, ови латински радови идентификују Просерпининог отмичара и каснијег супруга као Диса.

### Орфеј и Еуридика
Најобимнији мит о Просерпини на латинском је Клаудијев (4. век н.е.). Уско је повезан са митом о Орфеју и Еуридици. У Вергилијевим Georgics, Орфејева вољена жена, Еуридика, умрла је од уједа змије; Просерпина је пустила Орфеја у Хад а да не изгуби живот; очарана његовом музиком, дозволила му је да одведе своју жену назад у земљу живих, ако се не осврне током путовања. Али Орфеј није могао да одоли повратном погледу, па је Еуридика заувек изгубљена за њега.  

## У уметничком делу
Просерпинин лик инспирисао је многе уметничке композиције, посебно у скулптури (Бернини) у сликарству (Д. Г. Росети,  фреска Помаранција, Ј. Хајнца,  Рубенса,  А. Дирера,  Дел Абатеа,  Париша ) и у књижевности (Гетеова  Просерпина и Свинбернова Химна Просерпини и Просерпинин врт). Статуа Силовање Просерпине од стране Плутона стоји у Великом врту Дрездена. 